# Muirancourt
Muirancourt est une commune française située dans le département de l'Oise en région Hauts-de-France.

## Géographie

### Localisation
Muirancourt est un village picard du Noyonnais, situé à 7 km à vol d'oiseau au nord de Noyon, 29 km au nord-est de Compiègne et 52 km de Clermont, 32 km à l'est de Montdidier, 17 km au sud-est de Roye, 13 km au sud de Ham, 30 km au sud-ouest de Saint-Quentin et 15 km à l'ouest de Chauny.
En 1850, Louis Graves indiquait que « le territoire de cette commune est situé en entier sur la rive gauche de la rivière de Verse qui lui sert de limite vers le sud-est ; la partie rapprochée de la rivière est marécageuse; au nord sont des coteaux boisés. Le village est bâti dans la vallée ».

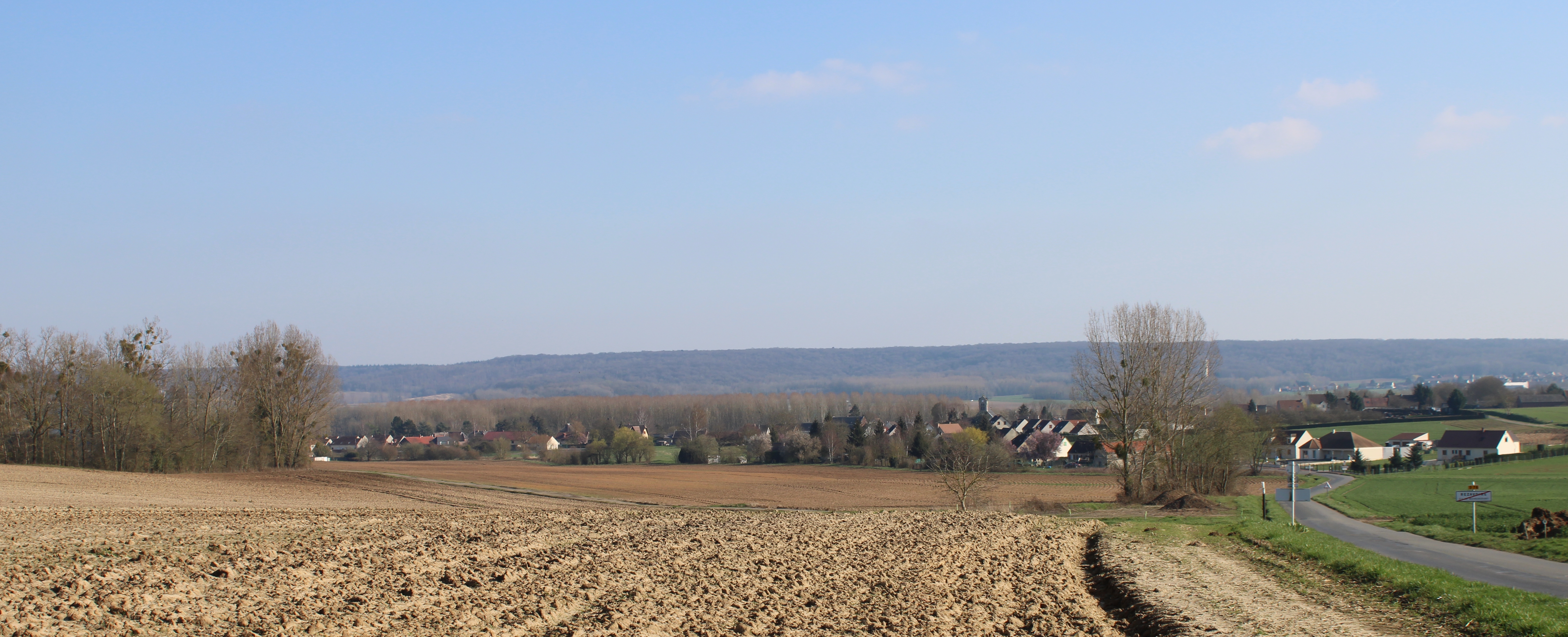
Panorama du village depuis les hauteurs du hameau de Rézavoine.

### Communes limitrophes
Les communes limitrophes sont  Bussy, Crisolles, Fréniches, Frétoy-le-Château et Guiscard.

### Géologie et relief
En 1886, Émile Coët écrivait « la commune de Muirancourt repose sur un banc de lignites et d'argile, dans lequel.on retrouve beaucoup de fossiles ; c'est dans le lignite terreux que l'on rencontre des pyrites de fer, à l'état sulfuré, avec lesquelles on obtenait, il y a quelques années, le sulfate de fer ou couperose verte. Par suite d'une réaction chimique, on obtenait aussi du sulfate d'alumine et de potasse ou alun ».

### Hydrographie

#### Réseau hydrographique
La commune est traversée par la ligne de partage des eaux entre les bassins hydrographiques Artois-Picardie et Seine-Normandie. Elle est drainée par la Verse, le cours d'eau 02 de la commune de Muirancourt, le fossé 04 de la commune de Muirancourt, le ru Saint-Médard, divers bras de la verse,.
| (texte à fusionner) La commune est limitée au sud-est par le lit de la Verse, un affluent de l'Oise en rive droite et donc un sous-affluent de la Seine. |

La Verse, d'une longueur de 23 km, prend sa source dans la commune de Ugny-le-Gay et se jette  dans l'Oise (rive gauche) à Sempigny, après avoir traversé 15 communes.

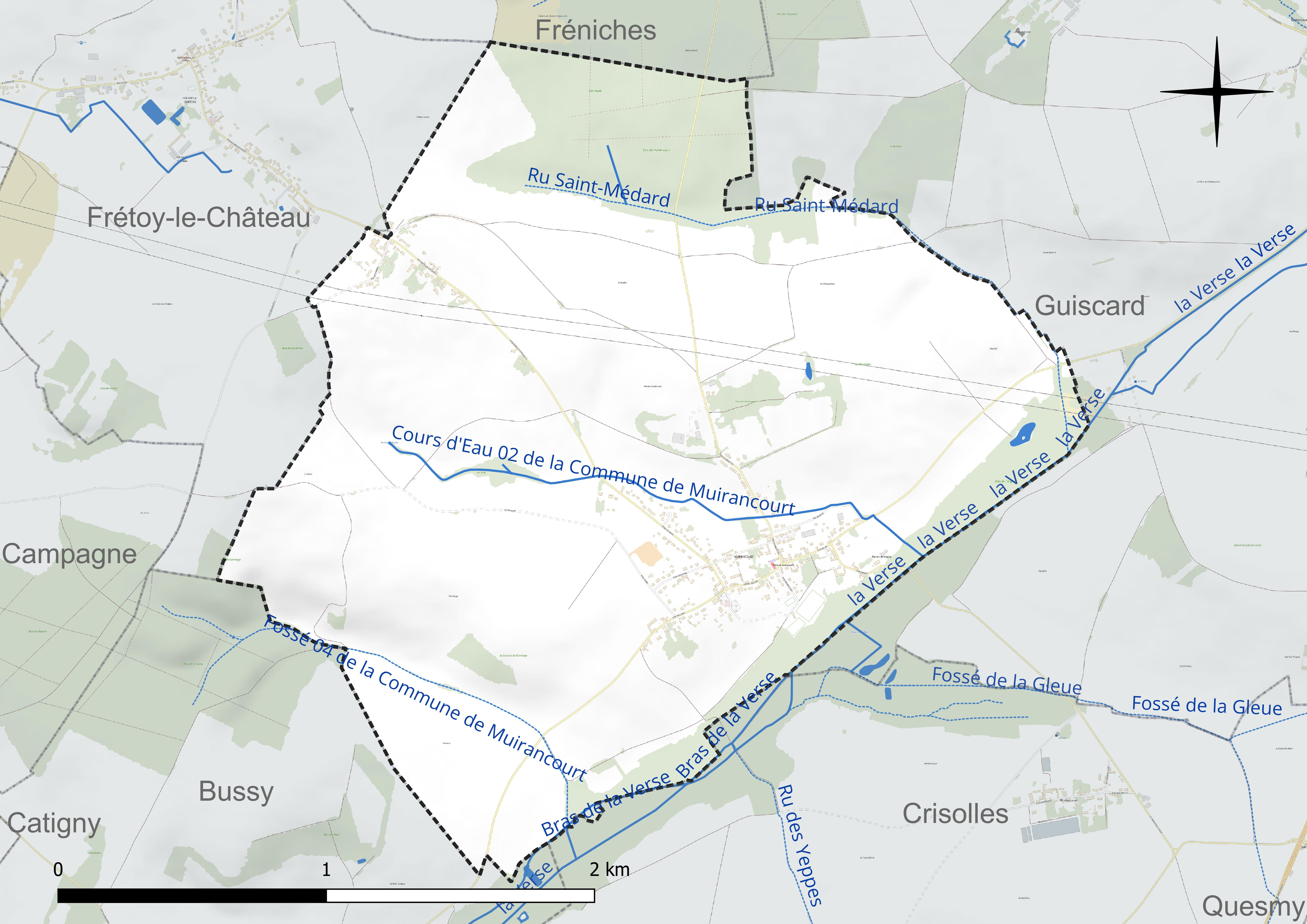
Carte hydrographique de la commune.
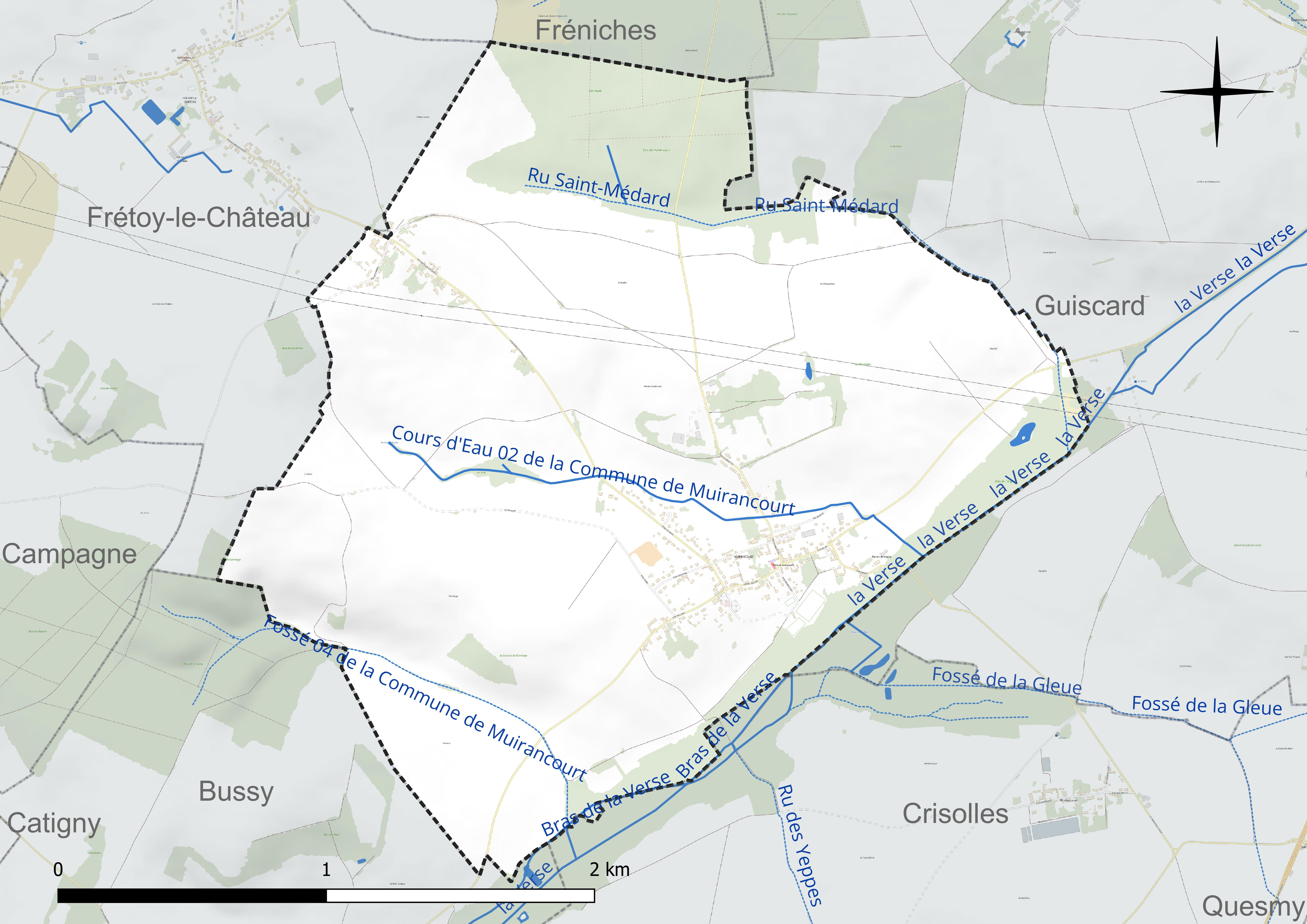
Réseau hydrographique de Muirancourt.

#### Gestion et qualité des eaux
Le territoire communal est couvert par le schéma d'aménagement et de gestion des eaux (SAGE) « Sensée ». Ce document de planification concerne un territoire de 1 013 km2 de superficie, délimité par le bassin versant de l'Oise moyenne. Le périmètre a été arrêté le 24 avril 2017 et le SAGE est, en 2024, encore en élaboration. La structure porteuse de l'élaboration et de la mise en œuvre est le syndicat mixte du SAGE Oise-Moyenne (SMOM).
La qualité des cours d'eau peut être consultée sur un site dédié géré par les agences de l'eau et l'Agence française pour la biodiversité.

### Climat
Pour des articles plus généraux, voir Climat des Hauts-de-France et Climat de l'Oise.
En 2010, le climat de la commune est de type climat océanique dégradé des plaines du Centre et du Nord, selon une étude du CNRS s'appuyant sur une série de données couvrant la période 1971-2000. En 2020, Météo-France publie une typologie des climats de la France métropolitaine dans laquelle la commune est exposée à un climat océanique et est dans la région climatique Nord-est du bassin Parisien, caractérisée par un ensoleillement médiocre, une pluviométrie moyenne régulièrement répartie au cours de l'année et un hiver froid (3 °C).
Pour la période 1971-2000, la température annuelle moyenne est de 10,7 °C, avec une amplitude thermique annuelle de 14,8 °C. Le cumul annuel moyen de précipitations est de 693 mm, avec 11,6 jours de précipitations en janvier et 8,5 jours en juillet. Pour la période 1991-2020, la température moyenne annuelle observée sur la station météorologique la plus proche, située sur la commune de Chauny à 16 km à vol d'oiseau, est de 11,1 °C et le cumul annuel moyen de précipitations est de 709,9 mm,. Pour l'avenir, les paramètres climatiques de la commune estimés pour 2050 selon différents scénarios d'émission de gaz à effet de serre sont consultables sur un site dédié publié par Météo-France en novembre 2022.

## Urbanisme

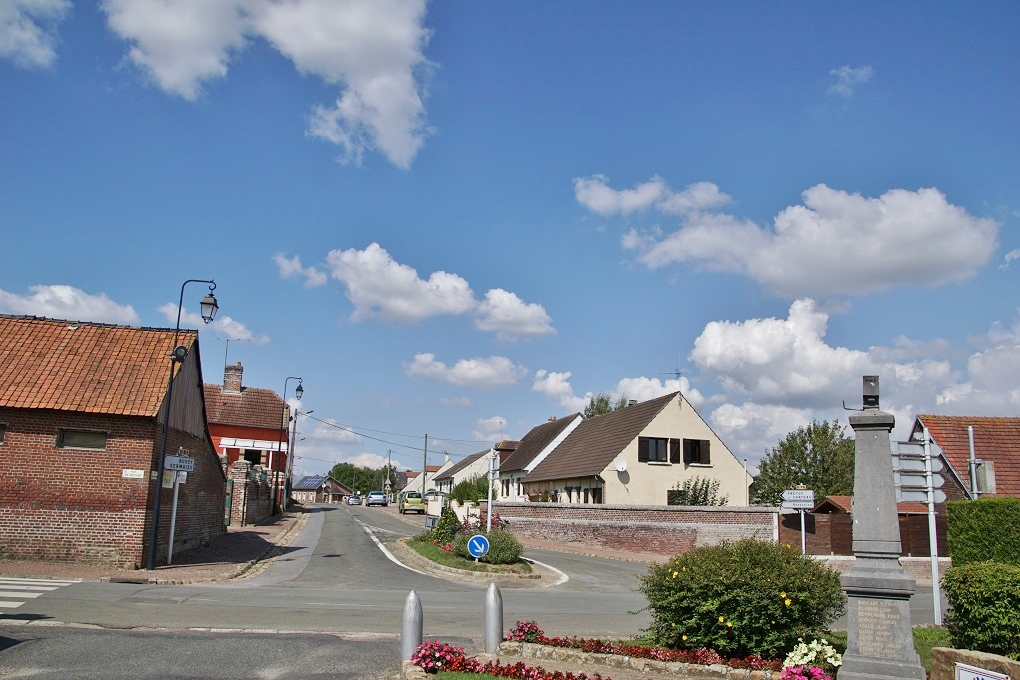
Le centre de Muirancourt.

### Typologie
Au 1er janvier 2024, Muirancourt est catégorisée commune rurale à habitat dispersé, selon la nouvelle grille communale de densité à sept niveaux définie par l'Insee en 2022.
Elle est située hors unité urbaine. Par ailleurs la commune fait partie de l'aire d'attraction de Noyon, dont elle est une commune de la couronne,. Cette aire, qui regroupe 38 communes, est catégorisée dans les aires de moins de 50 000 habitants,.

### Occupation des sols

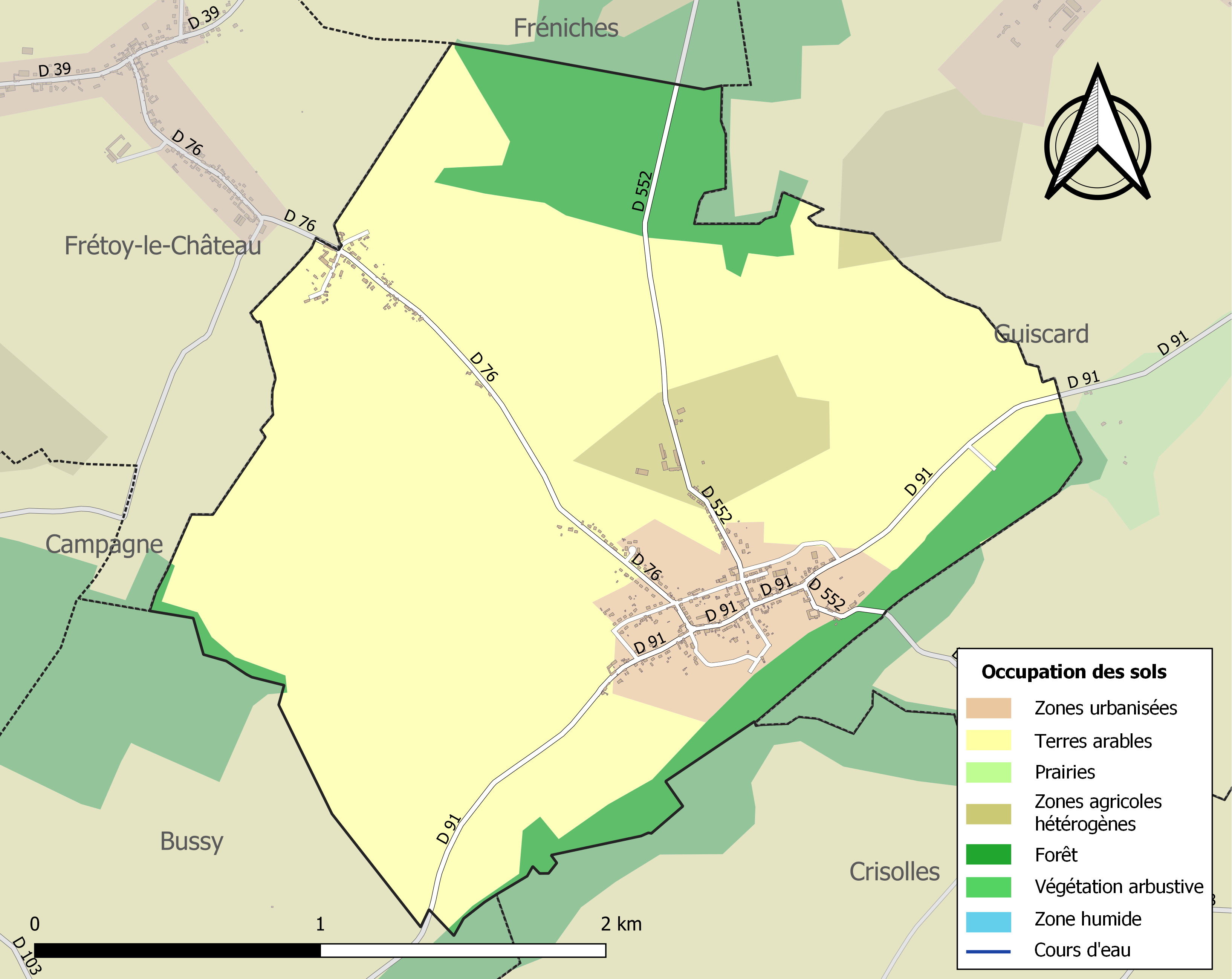
Carte des infrastructures et de l'occupation des sols de la commune en 2018 (CLC).

L'occupation des sols de la commune, telle qu'elle ressort de la base de données européenne d'occupation biophysique des sols Corine Land Cover (CLC), est marquée par l'importance des territoires agricoles (78,3 % en 2018), une proportion identique à celle de 1990 (78,3 %). La répartition détaillée en 2018 est la suivante :
terres arables (73 %), forêts (14,3 %), zones urbanisées (7,4 %), zones agricoles hétérogènes (5,2 %). L'évolution de l'occupation des sols de la commune et de ses infrastructures peut être observée sur les différentes représentations cartographiques du territoire : la carte de Cassini (XVIIIe siècle), la carte d'état-major (1820-1866) et les cartes ou photos aériennes de l'IGN pour la période actuelle (1950 à aujourd'hui).

### Lieux-dits, hameaux et écarts
La commune comprend un hameau, Rezavoine, situé en limite de Frétoy-le-Château.

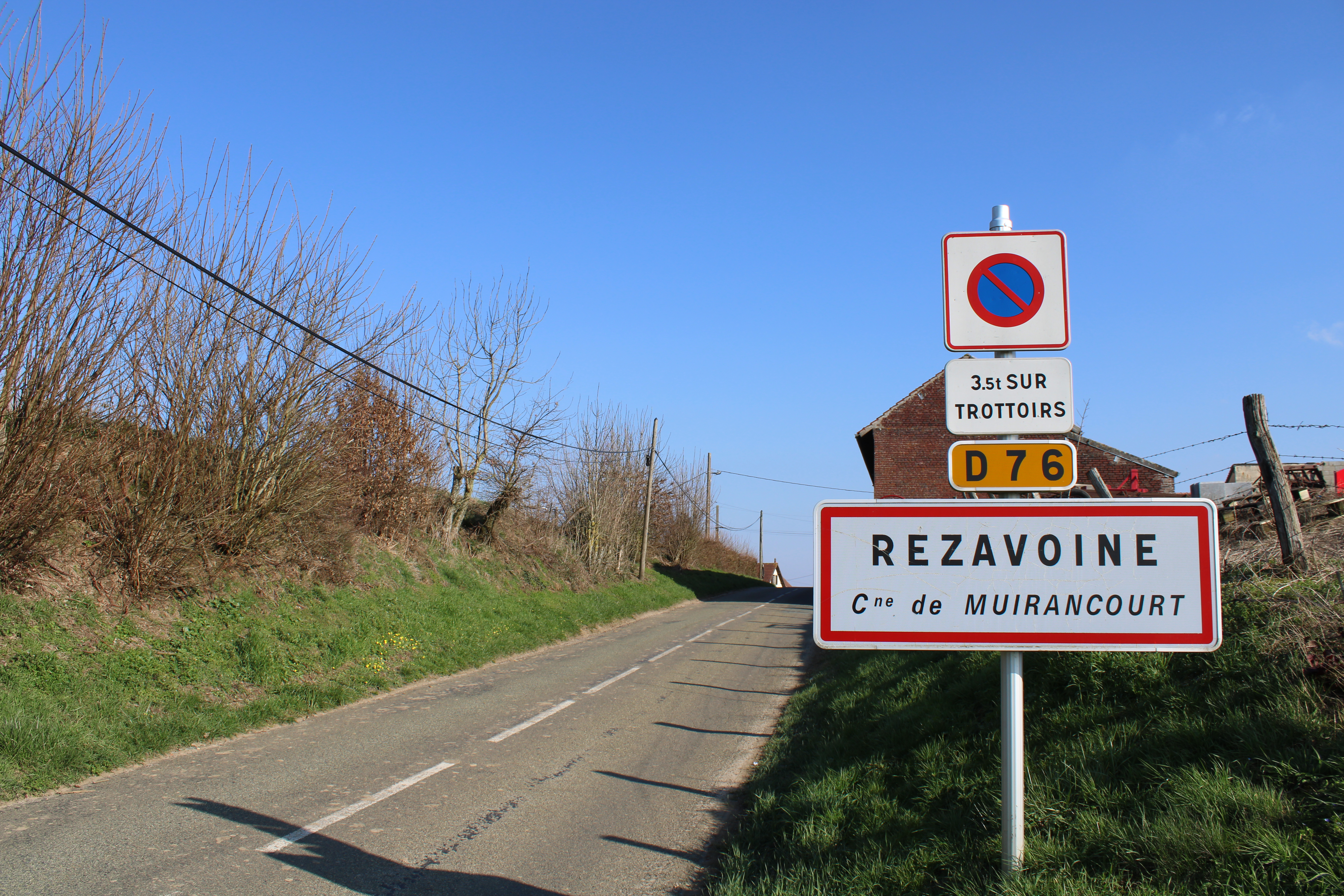
Panneau d'entrée de Rézavoine.

### Habitat et logement
En 2020, le nombre total de logements dans la commune était de 240, alors qu'il était de 227 en 2015 et de 221 en 2010.
Parmi ces logements, 90,4 % étaient des résidences principales, 4,2 % des résidences secondaires et 5,4 % des logements vacants. Ces logements étaient pour 96,3 % d'entre eux des maisons individuelles et pour 2,9 % des appartements.
Le tableau ci-dessous présente la typologie des logements à Muirancourt en 2020 en comparaison avec celle de l'Oise et de la France entière. Une caractéristique marquante du parc de logements est ainsi une proportion de résidences secondaires et logements occasionnels (4,2 %) supérieure à celle du département (2,4 %) mais inférieure à celle de la France entière (9,7 %). Concernant le statut d'occupation de ces logements, 77,4 % des habitants de la commune sont propriétaires de leur logement (72,9 % en 2015), contre 61,4 % pour l'Oise et 57,5 pour la France entière.
| Typologie                                               | Muirancourt | Oise | France entière |
| ------------------------------------------------------- | ----------- | ---- | -------------- |
| Résidences principales (en %)                           | 90,4        | 90,5 | 82,1           |
| Résidences secondaires et logements occasionnels (en %) | 4,2         | 2,4  | 9,7            |
| Logements vacants (en %)                                | 5,4         | 7,1  | 8,2            |

### Voies de communication et transports
La commune est desservie, en 2023, par les lignes 676, 677, 678, 6308 et 6333 du réseau interurbain de l'Oise.

## Toponymie

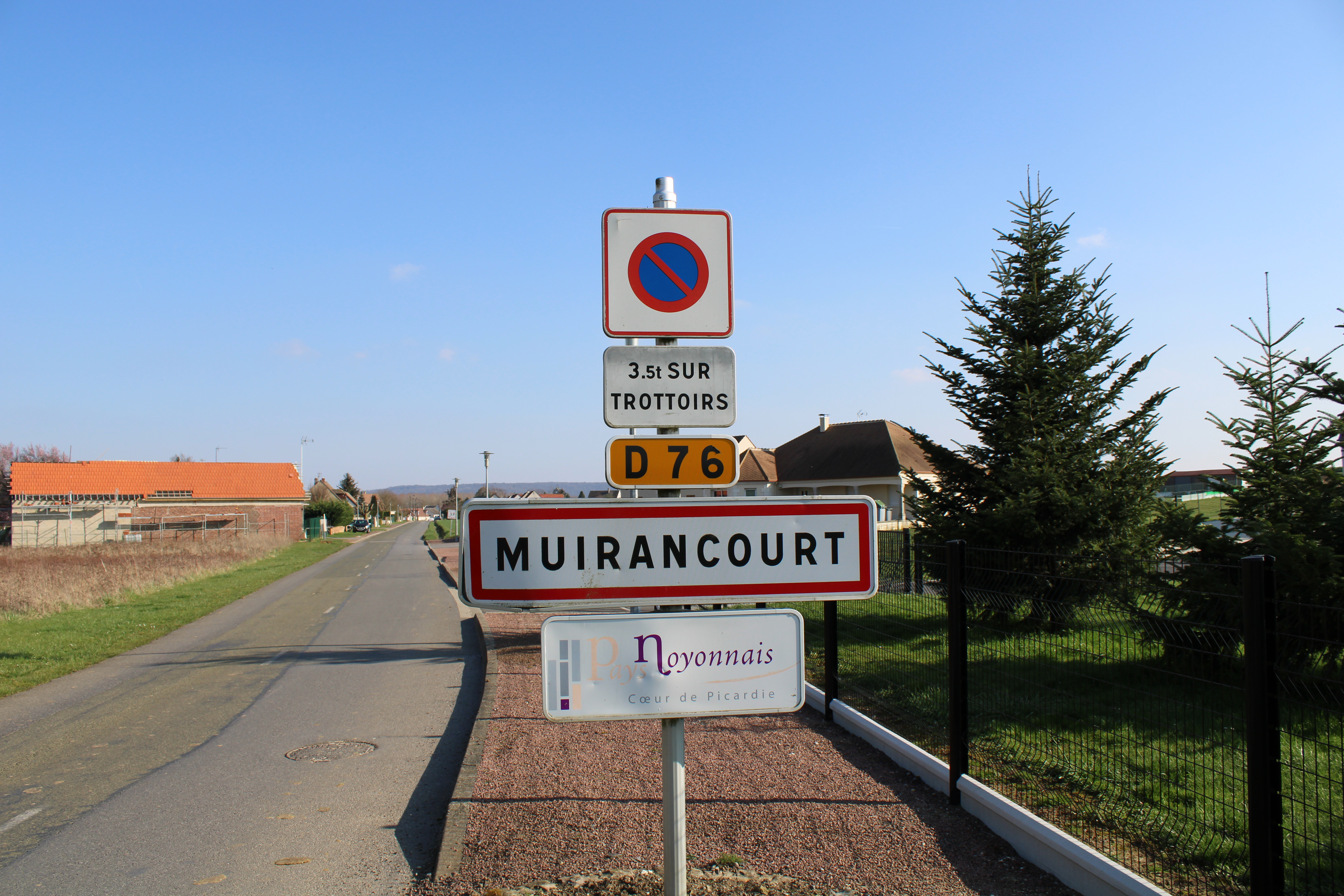

Le nom de la localité est attesté sous les formes Moirincurt (900) ; Moirincort (vers 1029) ; Mahereicurtis (1033) ; Rabodi de Muirencourt (1148) ; Hugo de Muiriencurt (1188) ; Petri de murencourt (1224) ; Willermus de muirencort (1231) ; Muirencort (XIIIe) ; Murencourt (1263) ; Muyrencourt (1517) ; Mirancour (vers 1580) ; Muirencourt (vers 1580) ; Meurancourt (1590) ; Muirancourt (1730).

## Histoire

### Ancien Régime
Sous l'Ancien Régime, Muiraucourt faisait partie du bailliage et de l'élection de Noyon, et était comprise dans le marquisat de
Guiscard.
La paroisse de Muirancourt relevait du doyenné et du diocèse de Noyon. Le chapitre de la cathédrale nommait le curé et en percevait les droits.

### Époque contemporaine
En 1850, on notait à Muirancourt une importante usine de fabrication d'acide sulfurique et un moulin à vent. Cette fabrication avait cessé en 1886, mais on fabriquait alors dans la commune des tuyaux de drainage.
La commune est desservie par l'une des lignes de chemin de fer secondaire du réseau des chemins de fer départementaux de l'Oise, le chemin de fer de Noyon à Ham. La ligne a été exploitée de 1895 à 1955.

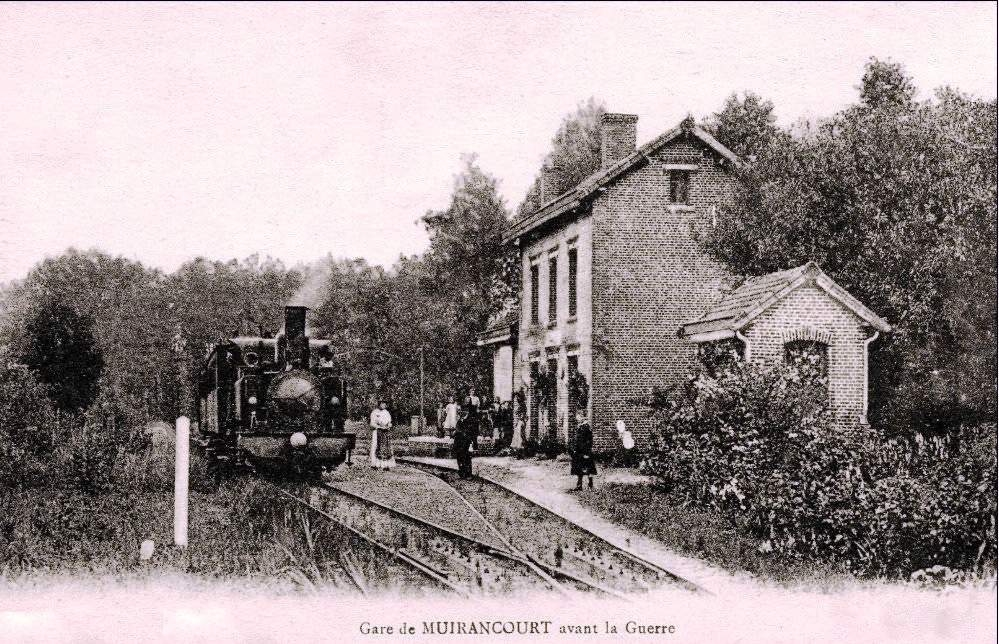
La gare.
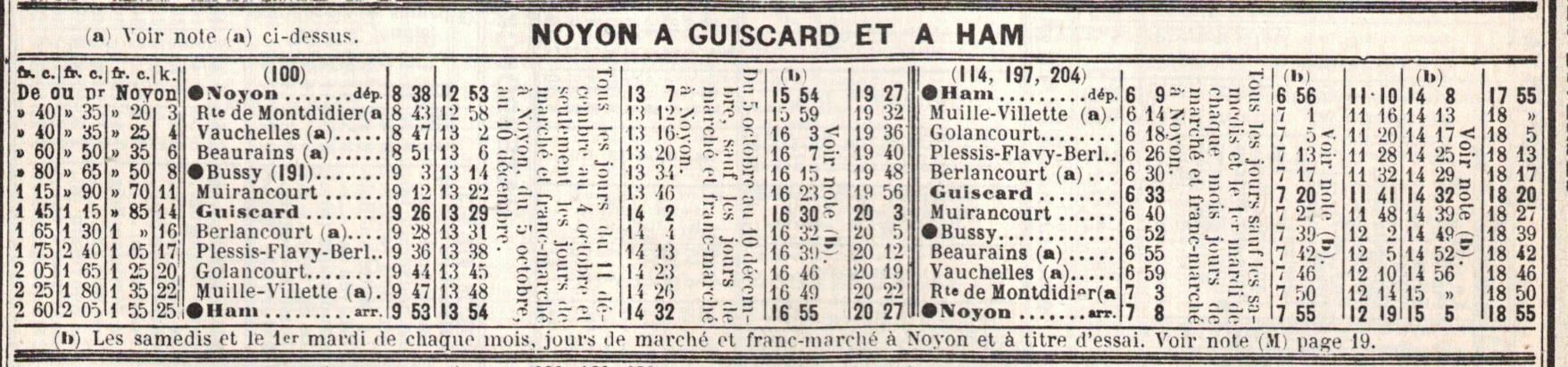
Horaires de la ligne en mai 1914

Muirancourt avant la Première Guerre mondiale
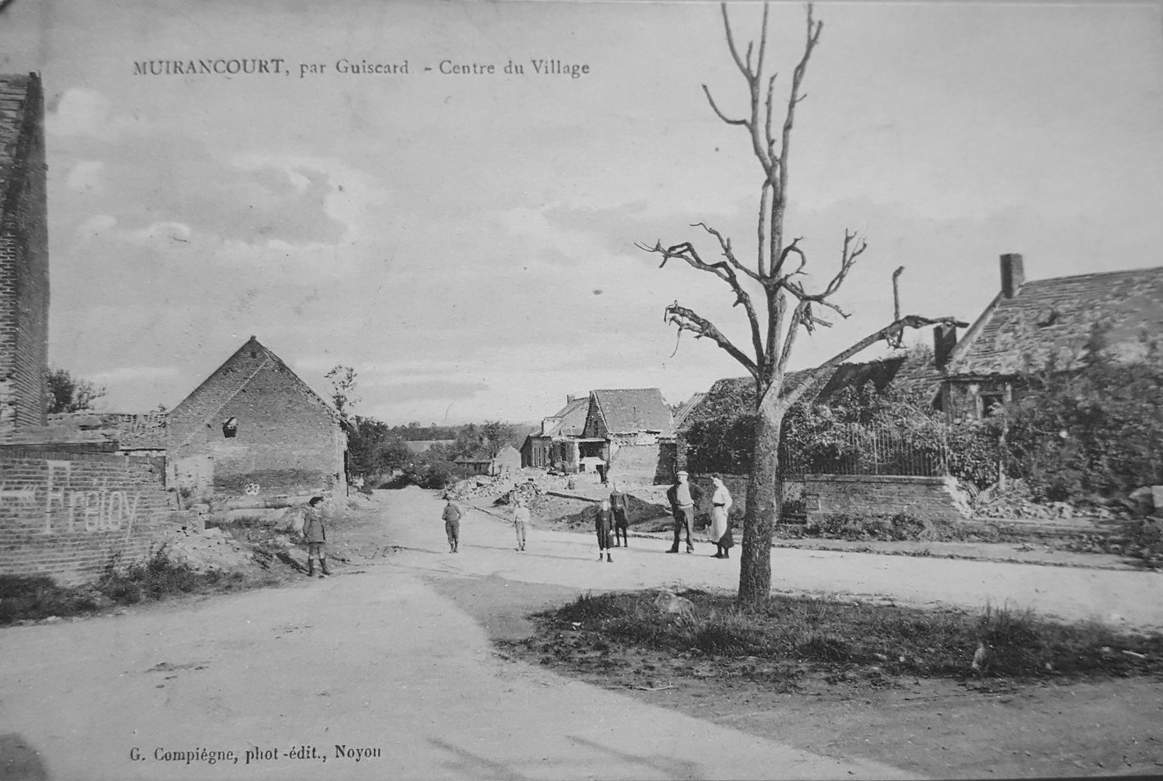
Le centre du village.
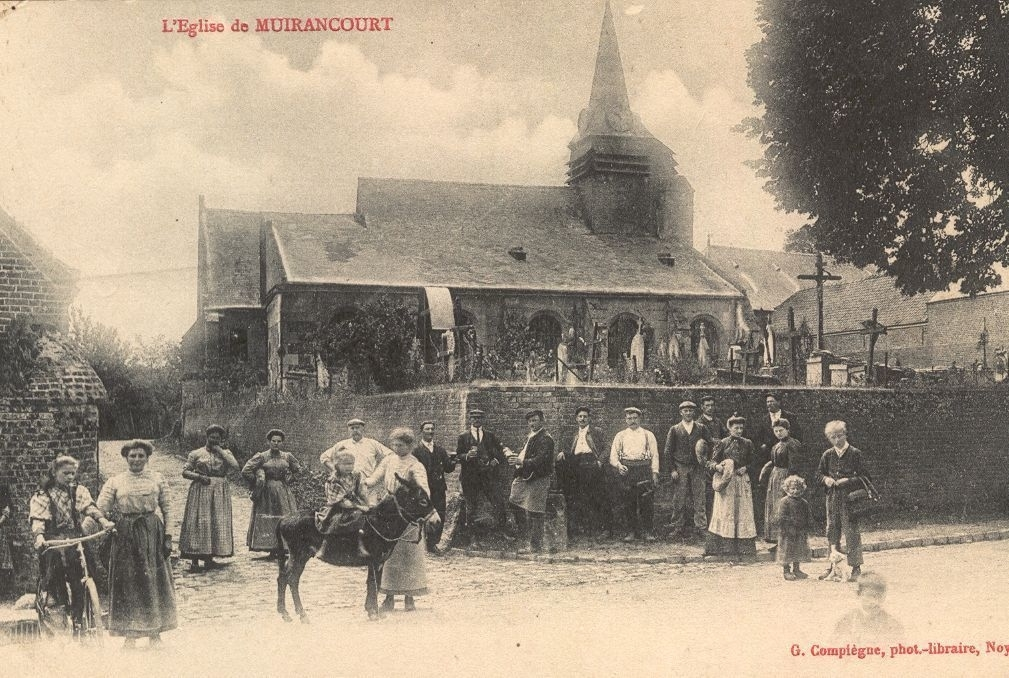
L'église.
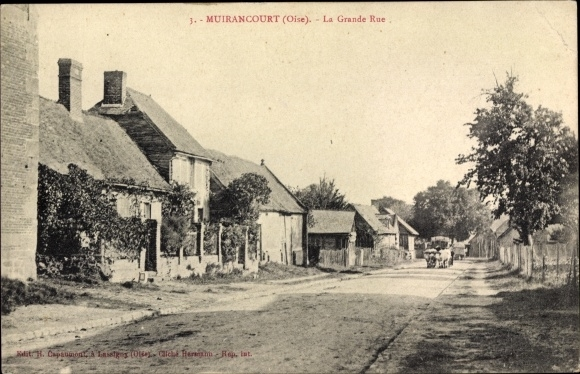
La Grande rue.
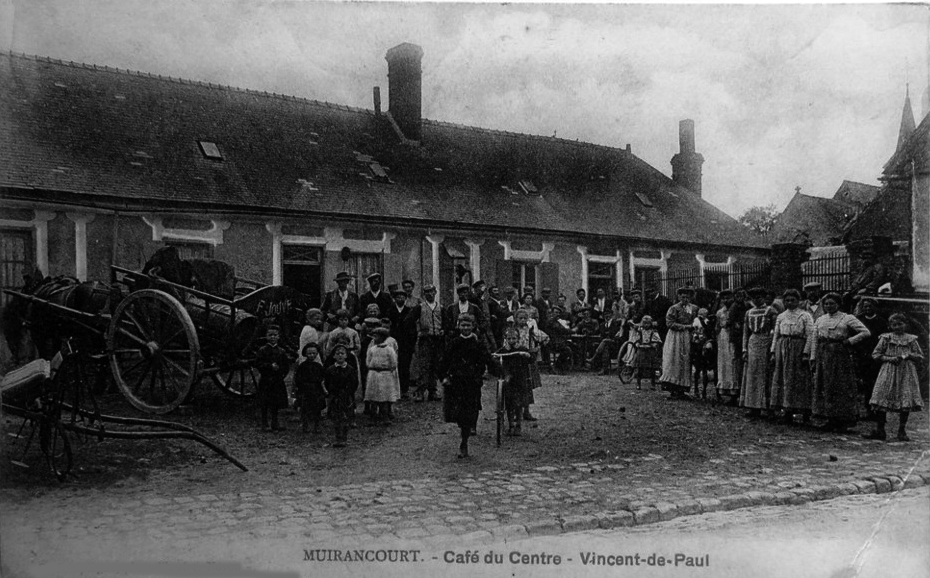
Le café du centre - Vincent de Paul

Au début de la Première Guerre mondiale, le village est occupé par l'armée allemande dès le 30 août 1914, et une partie des hommes restés sur place sont faits prisonniers et déportés en Allemagne. Il n'est libéré que le 18 mars 1917 après le repli allemand de l'opération Alberich et le village détruit par l'occupant appliquant la stratégie de la terre brûlée. La commune redevient française mais les habitants restants sont déplacés vers l'arrière, et les lieux sont en zone avancée sous contrôle militaire strict.
Elle est occupée à nouveau en juin 1918 et définitivement libérée le 20 août 1918.
Le village est considéré comme détruit à la fin de la Première Guerre mondiale et a  été décoré de la Croix de guerre 1914-1918, le 15 février 1921.

Muirancourt détruit
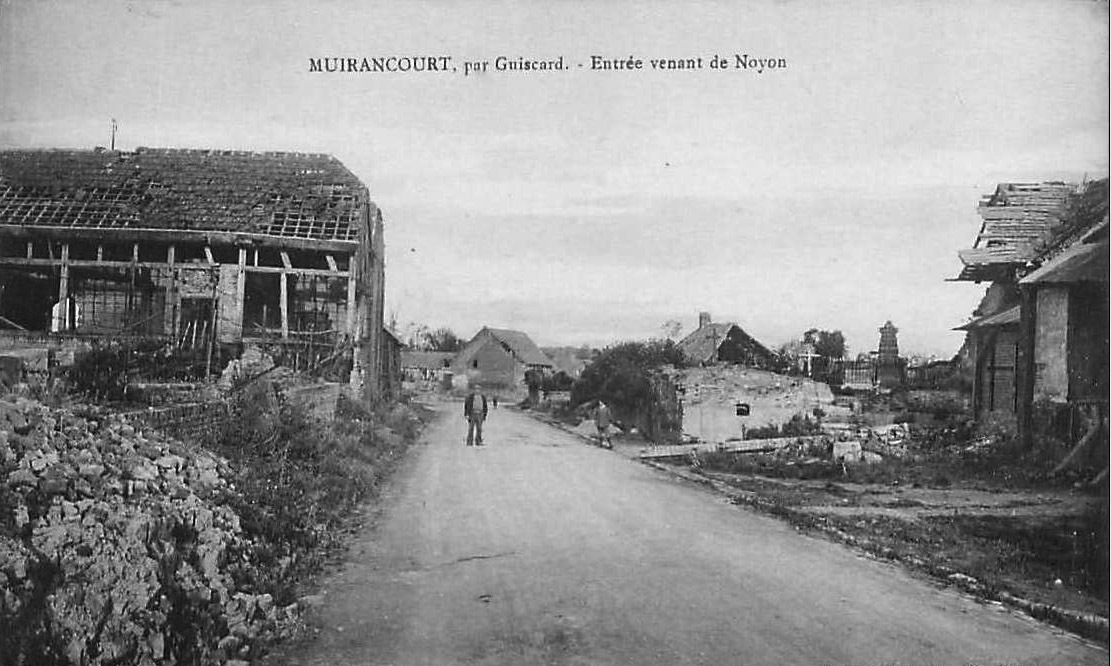
Entrée venant de Noyon.
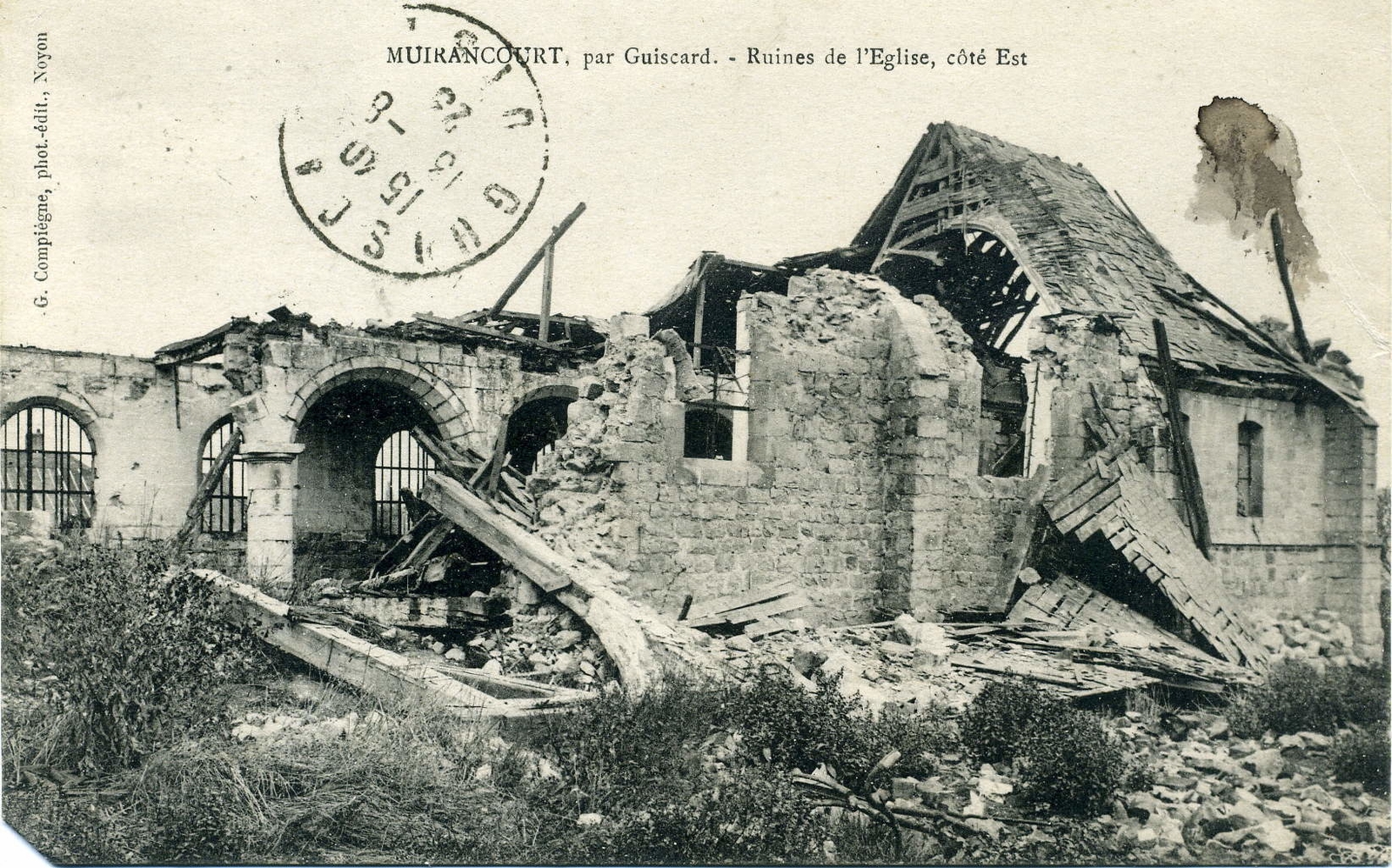
Ruines de l'église.
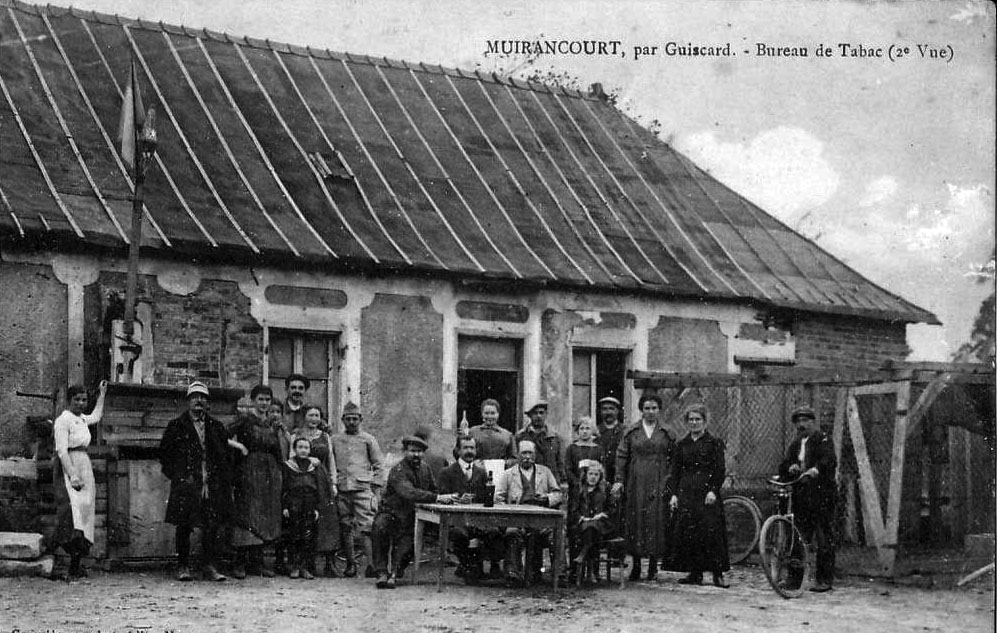
Le bureau de tabac vers 1925

## Politique et administration

### Rattachements administratifs et électoraux

#### Rattachements administratifs
La commune se trouve dans l'arrondissement de Compiègne du département de l'Oise.
Elle faisait partie depuis 1802 du canton de Guiscard. Dans le cadre du redécoupage cantonal de 2014 en France, cette circonscription administrative territoriale a disparu, et le canton n'est plus qu'une circonscription électorale.

#### Rattachements électoraux
Pour les élections départementales, la commune fait partie depuis 2014 du canton de Noyon
Pour l'élection des députés, elle fait partie de la sixième circonscription de l'Oise.

### Intercommunalité
Muirancourt est membre de la communauté de communes du Pays Noyonnais, un établissement public de coopération intercommunale (EPCI) à fiscalité propre créé en 1994 sous le nom de communauté de communes de la haute vallée de l'Oise, et auquel la commune a transféré un certain nombre de ses compétences, dans les conditions déterminées par le code général des collectivités territoriales.
Cette intercommunalité succède à un SIVOM créé en 1970.

### Liste des maires
| Période                                  | Période                       | Identité        | Étiquette | Qualité                                                                |
| ---------------------------------------- | ----------------------------- | --------------- | --------- | ---------------------------------------------------------------------- |
| Les données manquantes sont à compléter. |                               |                 |           |                                                                        |
|                                          |                               |                 |           |                                                                        |
| 1982                                     | 2006                          | Charles Sara    |           | Démissionnaire                                                         |
| 22 décembre 2006                         | octobre 2023                  | Jeannot Nancel, |           | Vice-président de la CC du Pays Noyonnais (2020 → 2023) Démissionnaire |
| janvier 2024                             | En cours (au 22 janvier 2024) | Régis Protasiuk |           | Président du SIRS du RPI des 3FLM                                      |

## Population et société

### Démographie

#### Évolution démographique
L'évolution du nombre d'habitants est connue à travers les recensements de la population effectués dans la commune depuis 1793. Pour les communes de moins de 10 000 habitants, une enquête de recensement portant sur toute la population est réalisée tous les cinq ans, les populations de référence des années intermédiaires étant quant à elles estimées par interpolation ou extrapolation. Pour la commune, le premier recensement exhaustif entrant dans le cadre du nouveau dispositif a été réalisé en 2005.

En 2022, la commune comptait 587 habitants, en évolution de +3,71 % par rapport à 2016 (Oise : +0,87 %, France hors Mayotte : +2,11 %).
| 1793 | 1800 | 1806 | 1821 | 1831 | 1836 | 1841 | 1846 | 1851 |
| ---- | ---- | ---- | ---- | ---- | ---- | ---- | ---- | ---- |
| 348  | 355  | 477  | 389  | 480  | 466  | 482  | 488  | 472  |

| 1856 | 1861 | 1866 | 1872 | 1876 | 1881 | 1886 | 1891 | 1896 |
| ---- | ---- | ---- | ---- | ---- | ---- | ---- | ---- | ---- |
| 477  | 477  | 496  | 484  | 481  | 390  | 366  | 350  | 343  |

| 1901 | 1906 | 1911 | 1921 | 1926 | 1931 | 1936 | 1946 | 1954 |
| ---- | ---- | ---- | ---- | ---- | ---- | ---- | ---- | ---- |
| 322  | 325  | 336  | 264  | 303  | 304  | 292  | 240  | 292  |

| 1962 | 1968 | 1975 | 1982 | 1990 | 1999 | 2005 | 2006 | 2010 |
| ---- | ---- | ---- | ---- | ---- | ---- | ---- | ---- | ---- |
| 316  | 354  | 339  | 408  | 487  | 487  | 542  | 543  | 554  |

| 2015 | 2020 | 2022 | - | - | - | - | - | - |
| ---- | ---- | ---- | - | - | - | - | - | - |
| 564  | 588  | 587  | - | - | - | - | - | - |

#### Pyramide des âges
La population de la commune est relativement jeune.
En 2018, le taux de personnes d'un âge inférieur à 30 ans s'élève à 38,7 %, soit au-dessus de la moyenne départementale (37,3 %). À l'inverse, le taux de personnes d'âge supérieur à 60 ans est de 21,6 % la même année, alors qu'il est de 22,8 % au niveau départemental.
En 2018, la commune comptait 278 hommes pour 298 femmes, soit un taux de 51,74 % de femmes, légèrement supérieur au taux départemental (51,11 %).
Les pyramides des âges de la commune et du département s'établissent comme suit.
| Hommes | Classe d’âge | Femmes |
| ------ | ------------ | ------ |
| 0,0    | 90 ou +      | 0,7    |
| 3,9    | 75-89 ans    | 6,3    |
| 17,6   | 60-74 ans    | 14,8   |
| 18,0   | 45-59 ans    | 17,1   |
| 21,8   | 30-44 ans    | 22,4   |
| 16,2   | 15-29 ans    | 10,9   |
| 22,5   | 0-14 ans     | 28,0   |

| Hommes | Classe d’âge | Femmes |
| ------ | ------------ | ------ |
| 0,5    | 90 ou +      | 1,4    |
| 5,5    | 75-89 ans    | 7,6    |
| 15,6   | 60-74 ans    | 16,3   |
| 20,8   | 45-59 ans    | 20     |
| 19,4   | 30-44 ans    | 19,4   |
| 17,6   | 15-29 ans    | 16,2   |
| 20,6   | 0-14 ans     | 19,1   |

### Manifestations culturelles et festivité
- Fête patronnale Saint-Médard, organisée de très longue date en juin[35]

## Culture locale et patrimoine

### Lieux et monuments
- L'église paroissiale Saint-Médard, reconstruite en 1924 sur les plans de l'architecte Parnaudeau en style néo-roman  après la destruction de l'édifice précédent pendant la Première Guerre mondiale. Elle est représentative de l'architecture de la reconstruction dans le Noyonnais.
Orientée pratiquement nord-sud et bâtie en pierres d'appareil à bossage, elle est constituée d'une nef unique et d'une abside à cinq pans et vaut surtout pour sa façade surmontée d'un clocher-porche. comprenant trois baies et un oculus surmontés de l'étage du beffroi, ajouré d'une baie géminée sur chaque face.
À l'intérieur, le clocher se trouve au-dessus d'un massif de gaçade comprenant une tribune et largement ouvert sur la nef par deux rangs superposés d'arcades[36]
- Circuit de promenade du vieux chêne, avec liaison possible vers le circuit de Magny et le circuit de la Verse[37]

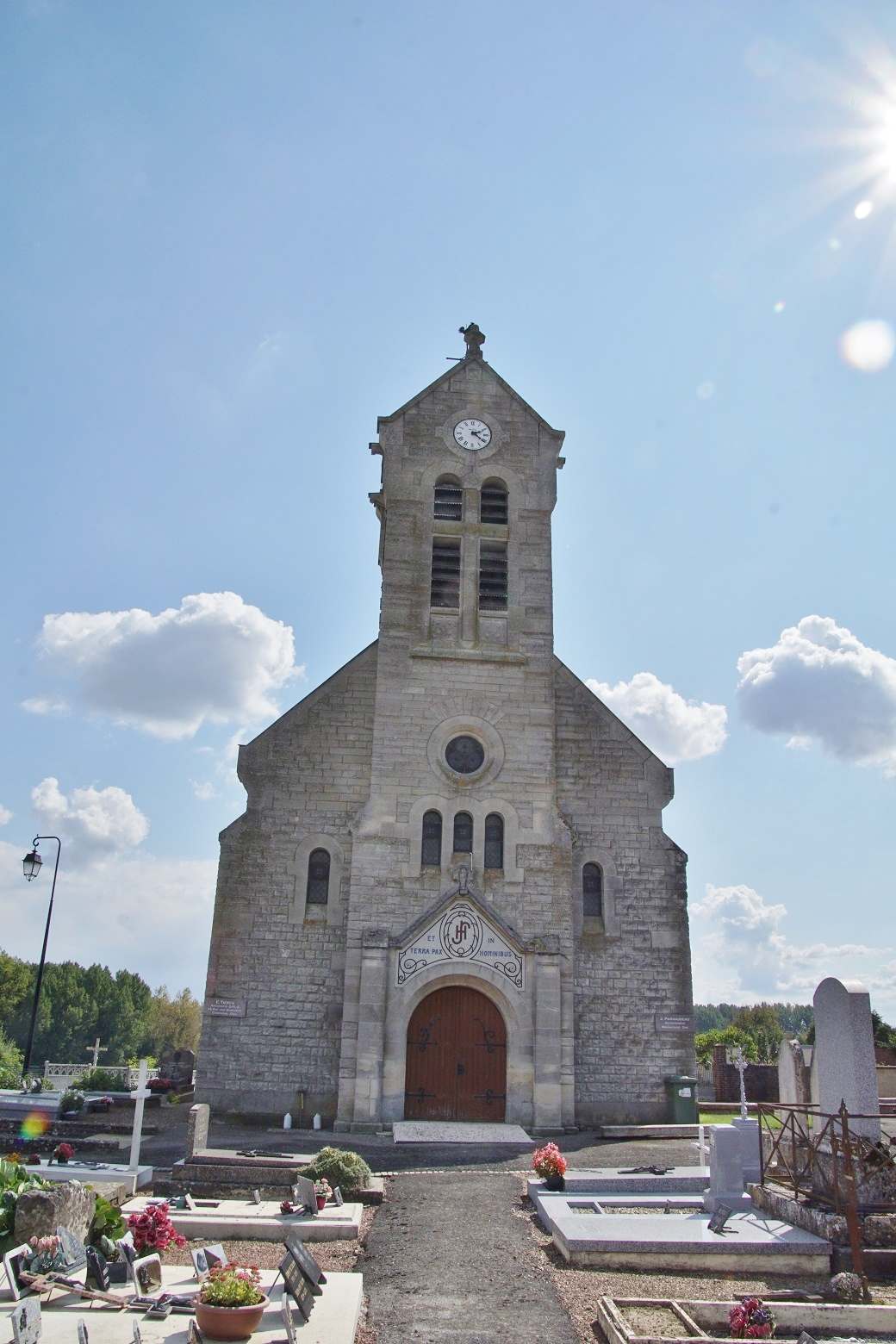
L'église de Muirancourt.
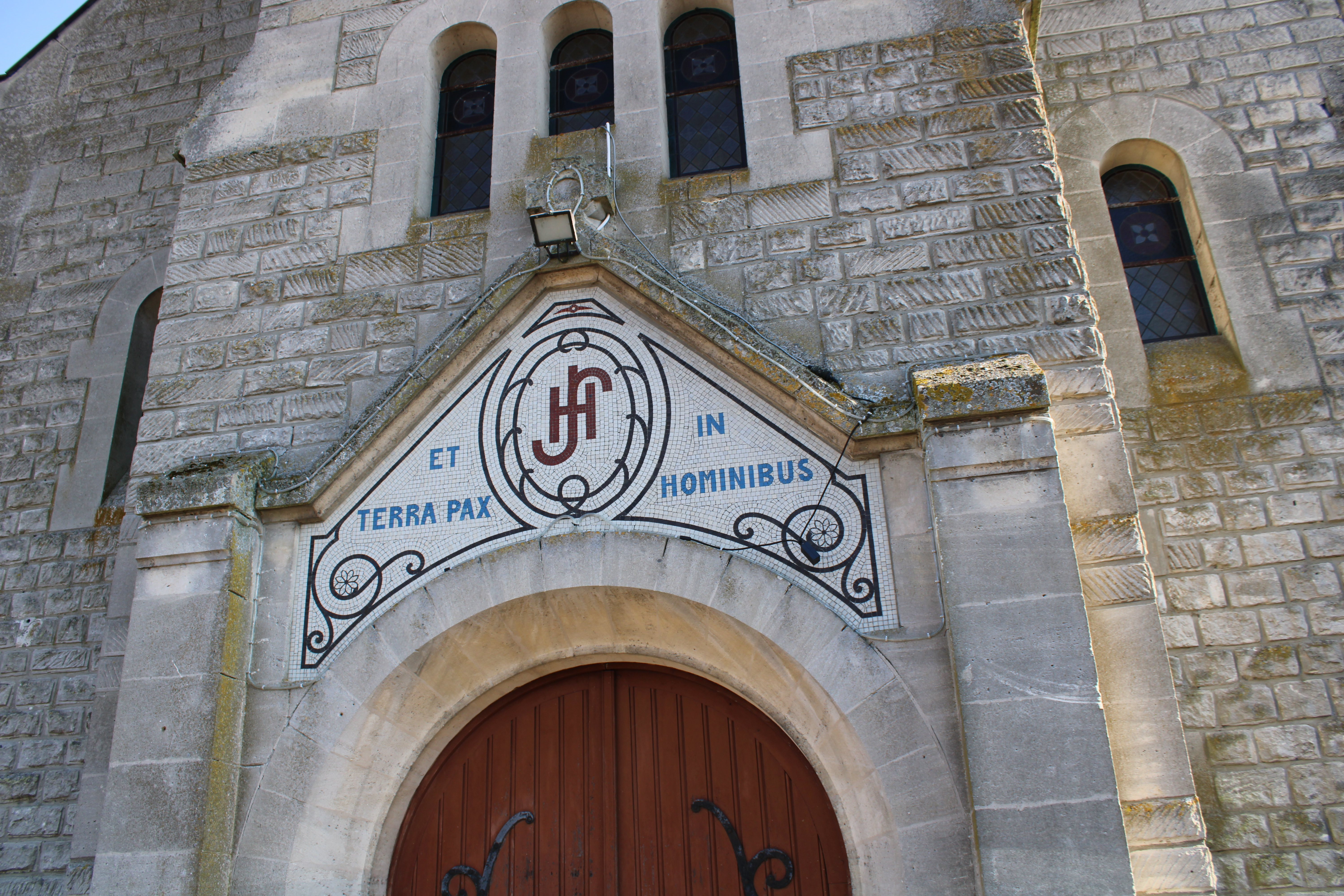
Détail de la mosaïque du portail de l'église.
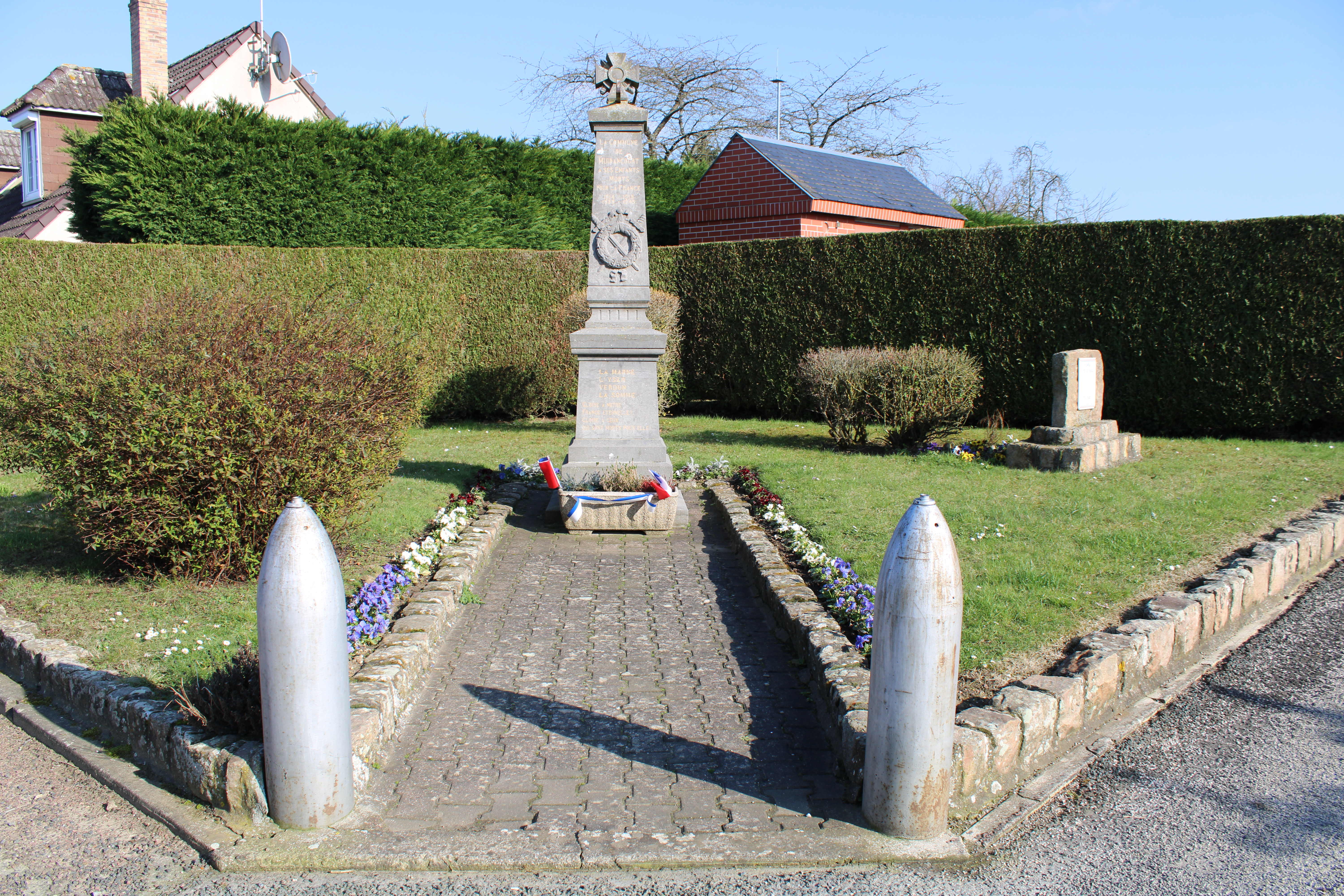
Le monument aux morts.

### Héraldique
| Blason de Muirancourt | Blason  | Écartelé au un et quatre d'or au lion de gueules couronné d'azur ; au deux et trois de gueules à un arbre d'argent et au chef échiqueté d'argent et d'azur ; à l'écu d'argent bandé de gueules brochant sur le tout. |
| Blason de Muirancourt | Détails | Le statut officiel du blason reste à déterminer. |

## Pour approfondir